# Trial (1955)
Trial (bra A Fúria dos Justos) é um filme norte-americano de 1955, do gênero drama, dirigido por Mark Robson, com roteiro de Don Mankiewicz baseado em seu romance homônimo.

## Notas de produção

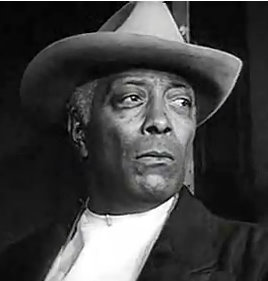
Nascido em 1896 em San Juan, Porto Rico, Juano Hernandez abandonou o boxe na década de 1920 em favor do circo, vaudeville e teatro, sucessivamente. Foi um dos primeiros atores negros a ter papéis importantes, tanto nos palcos quanto no cinema. Também escreveu para o rádio. Mais lembrado por Intruder in the Dust, em que interpretou uma vítima de linchamento. Faleceu em 1970 de hemorragia cerebral.